# 澳門特別行政區維護國家安全委員會
澳門特別行政區維護國家安全委員會（簡稱澳門國安委或澳區國安委，葡文縮寫：CDSE），是協助行政長官就澳門特別行政區維護國家安全事務進行決策並負責執行統籌工作的機關，在澳门特别行政区行政長官管轄及指導下運作。澳門特別行政區維護國家安全委員會辦公室為委員會內部附屬的常設執行及輔助部門，辦公室設主任及副主任，分別由保安司司長及司法警察局局長當然兼任。

## 職權
- 統籌、協調澳門特別行政區維護國家主權、安全及發展利益的工作，並研究落實有關部署以及行政長官的相關指示及要求；
- 分析研判澳門特別行政區涉及國家安全及社會穩定的形勢，規劃有關工作並提出意見及建議；
- 協助制定澳門特別行政區維護國家安全政策；
- 統籌推進澳門特別行政區與國家安全有關的法律制度建設；
- 統籌處理澳門特別行政區涉及國家安全事務的其他事宜。

## 組織法例
- 第22/2018號行政法規（2018年9月3日《澳門特別行政區公報》）澳門特別行政區維護國家安全委員會。
- 国务院关于同意在澳门特别行政区维护国家安全委员会设立国家安全事务顾问和国家安全技术顾问的批复（国函〔2021〕121号）
- 第47/2021號行政法規（2021年12月13日《澳門特別行政區公報》）修改第22/2018號行政法規《澳門特別行政區維護國家安全委員會》。

## 成員
根據相關批示，委員會秘書由行政長官辦公室主任擔任；其不在或因故不能視事時，由主席指定的委員代任。

### 主席
行政長官：岑浩輝

### 副主席
保安司司長

### 委員
- 行政法務司司長；
- 保安司司長；
- 警察總局局長；
- 行政長官辦公室主任；
- 保安司司長辦公室主任；
- 法務局局長；
- 司法警察局局長；
- 行政長官辦公室一名顧問；
- 保安司司長辦公室一名顧問。

### 國家安全事務顧問
- 中央人民政府駐澳門特別行政區聯絡辦公室主任，国家安全事务顾问需列席澳门特别行政区维护国家安全委员会会议[2]

### 国家安全技术顾问
- 中央人民政府驻澳门特别行政区联络办公室相关人员担任。国家安全技术顾问需列席澳门特别行政区维护国家安全委员会办公室会议。[2]

## 辦公室
- 主任：保安司司長
- 副主任：司法警察局局長
- 其他人员：
  - 治安警察局局長
  - 保安司司長指定其辦公室的兩名顧問
  - 司法警察局分管相關執法工作的一名副局長及一名廳長
- 國家安全技術顧問：中央人民政府駐澳門特別行政區聯絡辦公室三名相關人員

## 支援
委員會及辦公室實際運作所需的人員、技術、行政及財政，由司法警察局提供支援。

## 爭議
有媒體質疑維護國家安全委員會職責空泛，政府發言人梁慶庭回應相關職責並不是空泛並表示國家安全涉及多方面考慮。